# Conseil de Régence grec
Le conseil de Régence grec est l'organe qui gouverne le royaume hellène durant la minorité d'Othon Ier de Grèce, entre 1833 et 1835. Présidé par le comte Josef Ludwig von Armansperg, ce conseil comprend également le comte Georg Ludwig von Maurer (remplacé par Egid von Kobell en 1834) et le général Carl Wilhelm von Heideck. Jusqu'en 1834, il comprend en outre un membre consultatif, le secrétaire Karl von Abel.
Soumis à de violentes dissensions et accusé par les Grecs de former une « xénocratie » (ou « bavarocratie »), le conseil de Régence jette toutefois les bases de la Grèce contemporaine. 

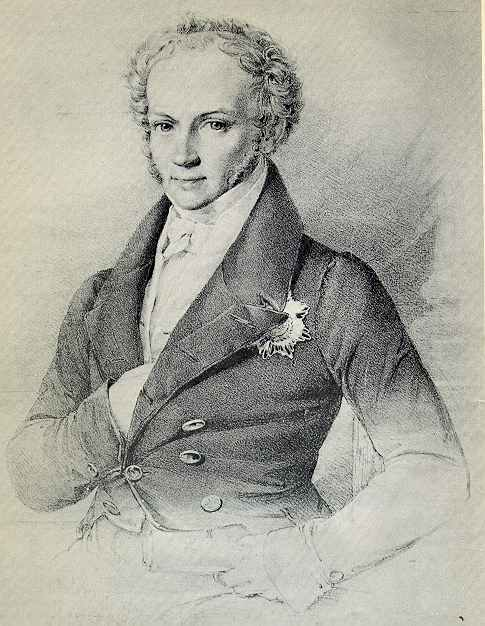
Josef Ludwig von Armansperg (1787 – 1853).
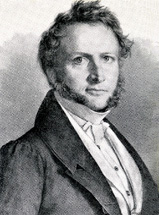
Georg Ludwig von Maurer (1790 – 1872).
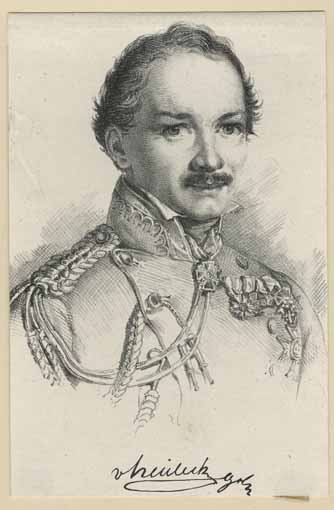
Carl Wilhelm von Heideck (1788 – 1861).
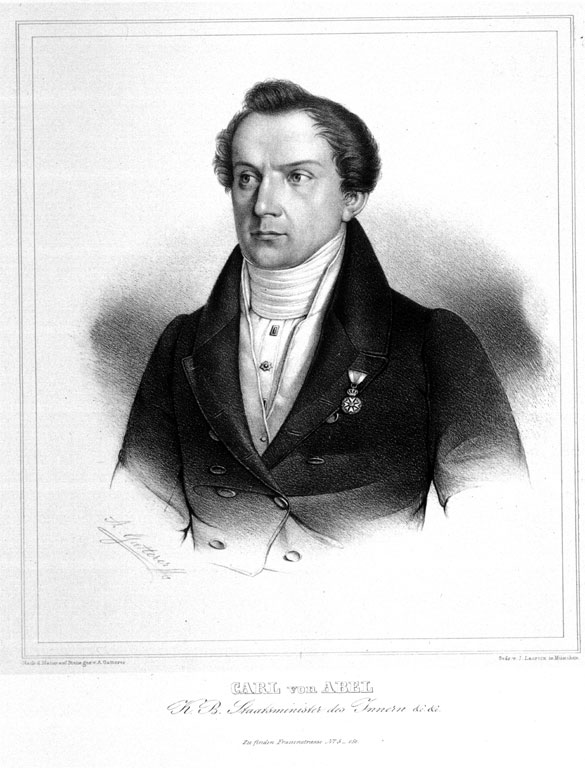
Karl von Abel (1788 – 1859).

## Histoire

### Mise en place de la Régence
En janvier 1832, les grandes puissances européennes (Royaume-Uni, France et Russie) se mettent d'accord pour conférer la couronne de Grèce au prince Othon de Bavière, deuxième fils du roi Louis Ier. Othon n'ayant que 16 ans, elles demandent toutefois à son père d'instaurer une régence qui serait confiée au comte von Montgelas, bien connu pour ses idées libérales. Louis Ier leur répond cependant que Maximilian von Montgelas est trop âgé pour quitter la Bavière mais que l'ancien Premier ministre bavarois Josef Ludwig von Armansperg pourrait avantageusement le remplacer. Le comte von Armansperg appartenant à la mouvance libérale, le roi Louis Ier craint malgré tout qu’il n’affaiblisse le pouvoir de son fils en se rapprochant des factions grecques les plus progressistes. Un triumvirat est donc finalement nommé pour représenter la couronne en attendant la majorité d’Othon. En plus de l’ancien Premier ministre, il se compose de Georg Ludwig von Maurer, ancien ministre de la Justice, et du général Carl Wilhelm von Heideck, héros de la guerre d'indépendance grecque. À ces trois hommes est par ailleurs associé un membre consultatif, le secrétaire Karl von Abel.
Peu de temps après l’annonce du choix des régents, la cour munichoise accueille trois députés grecs mandatés par leur pays pour saluer le jeune Othon Ier : Andreas Miaoulis (un insulaire), Constantin Botzaris (un Rouméliote) et Dimítrios Plapoútas (un Moréote proche de Kolokotronis). Reçus par leur nouveau souverain, les trois hommes prêtent alors serment de fidélité à Othon en présence de l’archimandrite de l’église orthodoxe de Munich. Le 9 décembre suivant, un traité d’alliance est signé entre la Bavière et la Grèce. Garantissant les traités de Londres et de Constantinople, il met au service du royaume hellène une division bavaroise composée de 3 500 hommes qui doit remplacer les forces françaises présentes dans le Péloponnèse depuis l'expédition de Morée. Il est par ailleurs prévu que le traité d’alliance soit transformé en pacte de famille à la majorité du roi Othon.

### Arrivée au pouvoir et réformes
Othon et son Conseil de Régence quittent finalement Munich le 6 décembre 1832. Ils gagnent l'Italie, où ils embarquent sur la frégate anglaise Madagascar,. Ils arrivent finalement à Nauplie le 30 janvier 1833, à une heure de l’après-midi. Le lendemain, le gouvernement grec vient présenter ses hommages au souverain et aux régents. Ce n’est cependant que le 6 février (25 janvier julien) que ces derniers débarquent solennellement en Grèce. Ils reçoivent alors un accueil triomphal, amplifié par la déclaration du jeune roi qui se dit « appelé au trône par les Hautes puissances médiatrices mais aussi par les libres suffrages des Grecs »,.
Une fois les régents installés à la tête du gouvernement, la constitution de 1832 est abandonnée et le nouveau régime se meut en monarchie quasi-absolue. La régence exerce ainsi son pouvoir par le biais d’ordonnances ayant force de loi. La justice grecque est réorganisée et des tribunaux de première instance, des cours commerciales, des cours d’appel, une cour de cassation et une cour des comptes sont instaurées. Un code civil est également mis en place tandis que la presse est placée sous surveillance. Le pays se dote d'un appareil diplomatique. Après plusieurs années d’anarchie, l’ordre public est progressivement rétabli et des écoles sont construites en grand nombre, à travers tout le pays,,.
L’Église orthodoxe est elle aussi réorganisée. Le patriarche de Constantinople étant placé sous la dépendance manifeste du sultan ottoman, un concile réunissant les vingt-trois évêques et archevêques de la Grèce libre est convoqué par la régence. Celui-ci proclame alors, en juillet 1833, l’autocéphalie de l’Église grecque, désormais organisée en un synode permanent placé sous l’autorité du monarque, seul habilité à nommer les évêques. Parmi les Grecs, cette évolution ne fait cependant pas l'unanimité : Othon étant toujours catholique, certains considèrent comme une hérésie de faire de lui le chef de l'Église nationale,,.

### Dissensions entre les régents
À peine le nouveau régime est-il mis en place que les trois régents se brouillent, pour des questions d'étiquette et de préséance. Le comte von Armansperg mettant en avant sa qualité de président du Conseil de Régence, le comte von Maurer, le général von Heideck et le secrétaire von Abel se sentent réduits à la position de subalternes. Or, le Conseil de Régence prend ses décisions à la majorité et les projets d'Armansperg sont régulièrement contrecarrés par ses collègues, qui cherchent ainsi à discuter son autorité. Bientôt, les quatre hommes commencent à comploter les uns contre les autres. Ainsi, tandis qu'Armansperg s'appuie sur l'alliance anglaise pour gouverner, Maurer, Abel et Heideck soutiennent quant à eux le parti français,.
Othon Ier ayant pris l'habitude de passer toutes ses soirées chez le comte von Armansperg, les autres régents prennent ombrage de l'amitié qui les lie. Une rumeur, probablement propagée par Maurer et Abel, raconte bientôt que l'épouse d'Armansperg cherche à marier l'une de ses filles au jeune roi et qu'elle complote en ce sens avec le prince Édouard de Saxe-Altenbourg, commandant de la division bavaroise et oncle maternel du monarque. Vrai ou non, le bruit se répand jusqu'à Munich et le roi Louis Ier interdit bientôt à Othon de se rendre chez le couple Armansperg et de fréquenter sa progéniture. Malgré ce rejet royal, les deux filles aînées du régent concluent, en 1835, de brillantes unions en épousant les princes phanariotes Michel et Dimitri Cantacuzène.

### Triomphe d'Armansperg
Isolé pendant plusieurs mois, Josef Ludwig von Armansperg finit pourtant par retrouver le soutien du gouvernement bavarois. Le 31 juillet 1834, Maurer est en effet rappelé à Munich et remplacé par Egid von Kobell, un ami personnel du président du conseil de Régence. Surtout, ce dernier conserve la tête du pouvoir même après la majorité d'Othon, puisque le jeune roi le nomme, sur le conseil de son père, Premier ministre le jour même de son avènement sur le trône. Il reste que les relations entre le régent et le souverain sont durablement affectées par la crise. Désireux de punir Othon pour l'ostracisme social qu'il leur a fait subir, Armansperg et son épouse s'appliquent à l'humilier publiquement et à se présenter comme les véritables maîtres de la Grèce.
Il faut attendre 1837 pour qu'Armansperg quitte finalement le pouvoir et retourne en Bavière. À cette date, le roi le remplace par un autre Allemand, Ignaz von Rudhart, ce qui soulève le mécontentement des Grecs, qui voient là une nouvelle preuve qu’ils vivent sous le joug d’une « bavarocratie » (Βαυαροκρατία) parasite,.